# NGC 7106
NGC 7106 é uma galáxia espiral barrada (SBc) localizada na direcção da constelação de Indus. Possui uma declinação de -52° 41' 57" e uma ascensão recta de 21 horas, 42 minutos e 36,5 segundos.
A galáxia NGC 7106 foi descoberta em 8 de Julho de 1834 por John Herschel.